# 布德基-卡米揚西基
51°35′41″N 27°42′1″E / 51.59472°N 27.70028°E
布德基-卡米揚西基（烏克蘭語：Будки-Кам'янські），是烏克蘭西北部的村莊，隸屬里夫內州的薩爾內區。該村始建於1730年，面積48.7平方公里，海拔高度149米，2001年人口183，人口密度每平方公里3.8人。